# Hypochrysops arronica
Hypochrysops arronica är en fjärilsart som beskrevs av Felder 1859. Hypochrysops arronica ingår i släktet Hypochrysops och familjen juvelvingar. Inga underarter finns listade i Catalogue of Life.